# Eugène Turbat

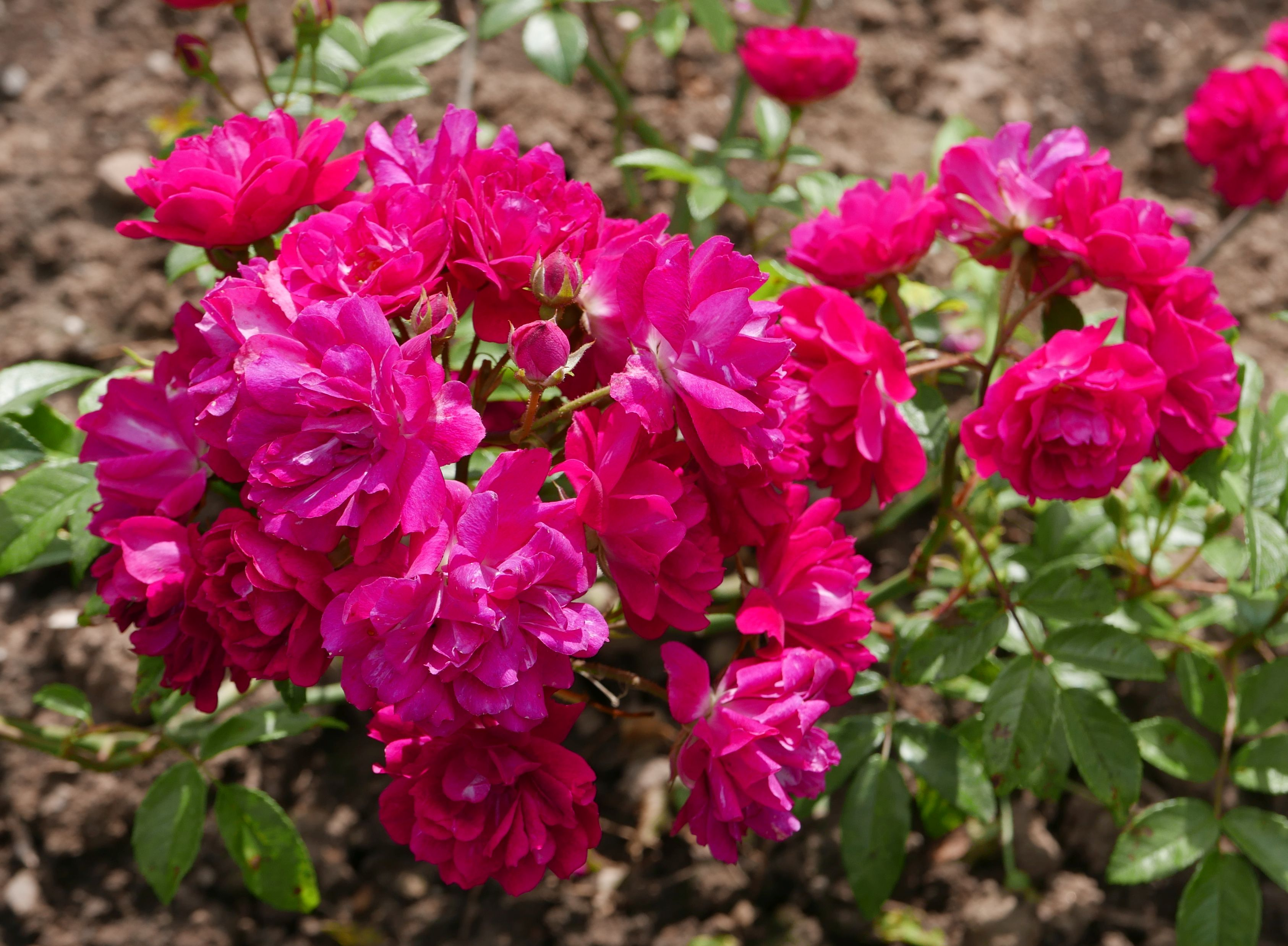
'Pierre Cormier' (1926).

Eugène Maxime Turbat (* 18. November 1865 in Ardon (Loiret); † 22. März 1944 in Orléans) war ein französischer Rosenzüchter und Bürgermeister von Orléans.

## Leben
Eugène Turbat begann im Alter von 12 Jahren, Rosen zu vermehren und züchtete vor allem Polyantha-Rosen und etwa 20 Rambler-Rosen, Multifloras und Wichura-Rosen. Neben seiner Tätigkeit als Rosenzüchter, war er als Bürgermeister von Orléans (1929–1935) und Senator für das Département Loiret (1933–1941) tätig. An der Sitzung der Nationalversammlung am 10. Juli 1940, auf der die erweiterten Vollmachten für Marschall Pétain beschlossen wurden, die das Ende der Dritten Republik bedeuteten, nahm er nicht teil, obwohl er einen Sitz in diesem Gremium einnahm.

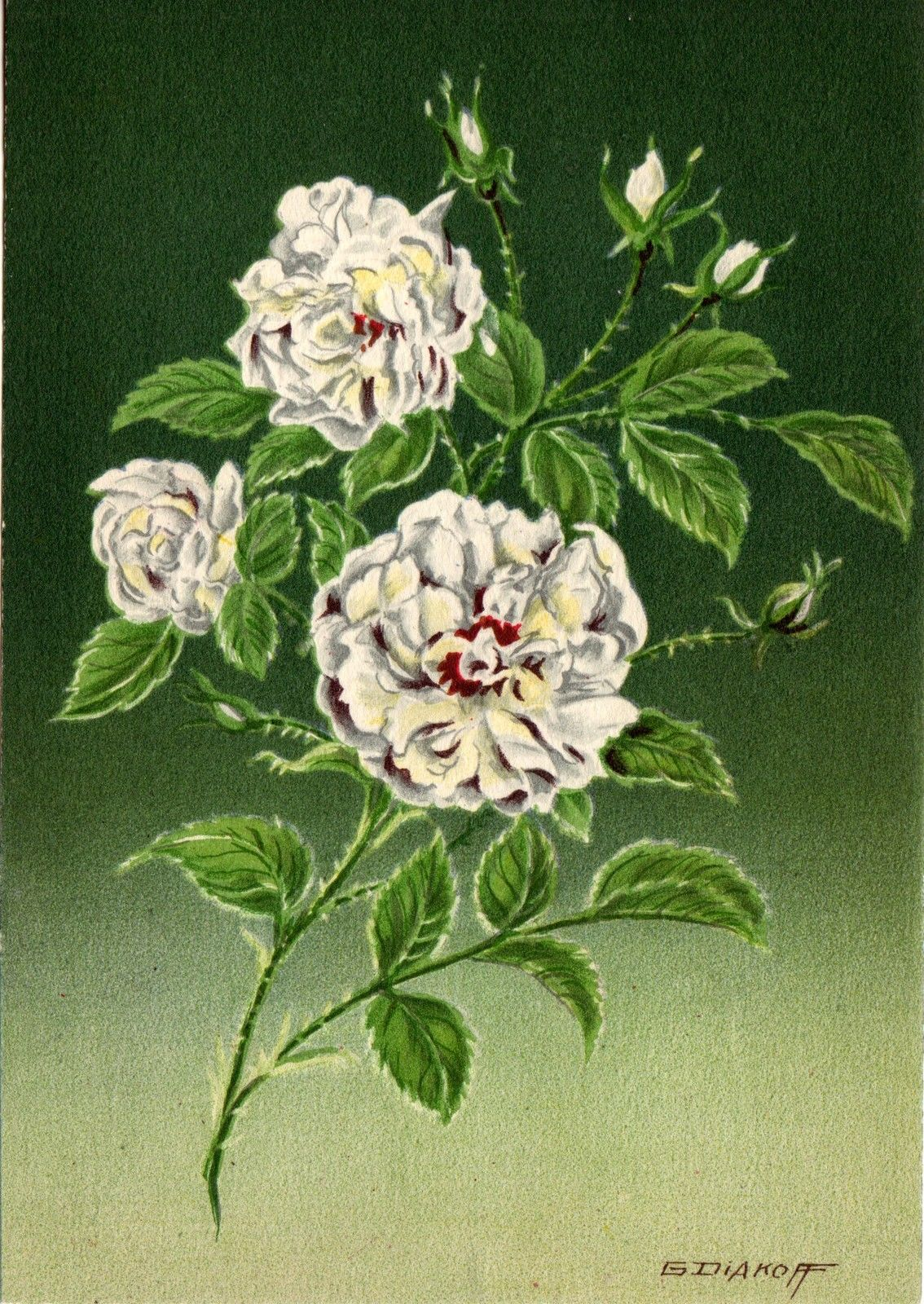
'Yvonne Rabier' (1910)
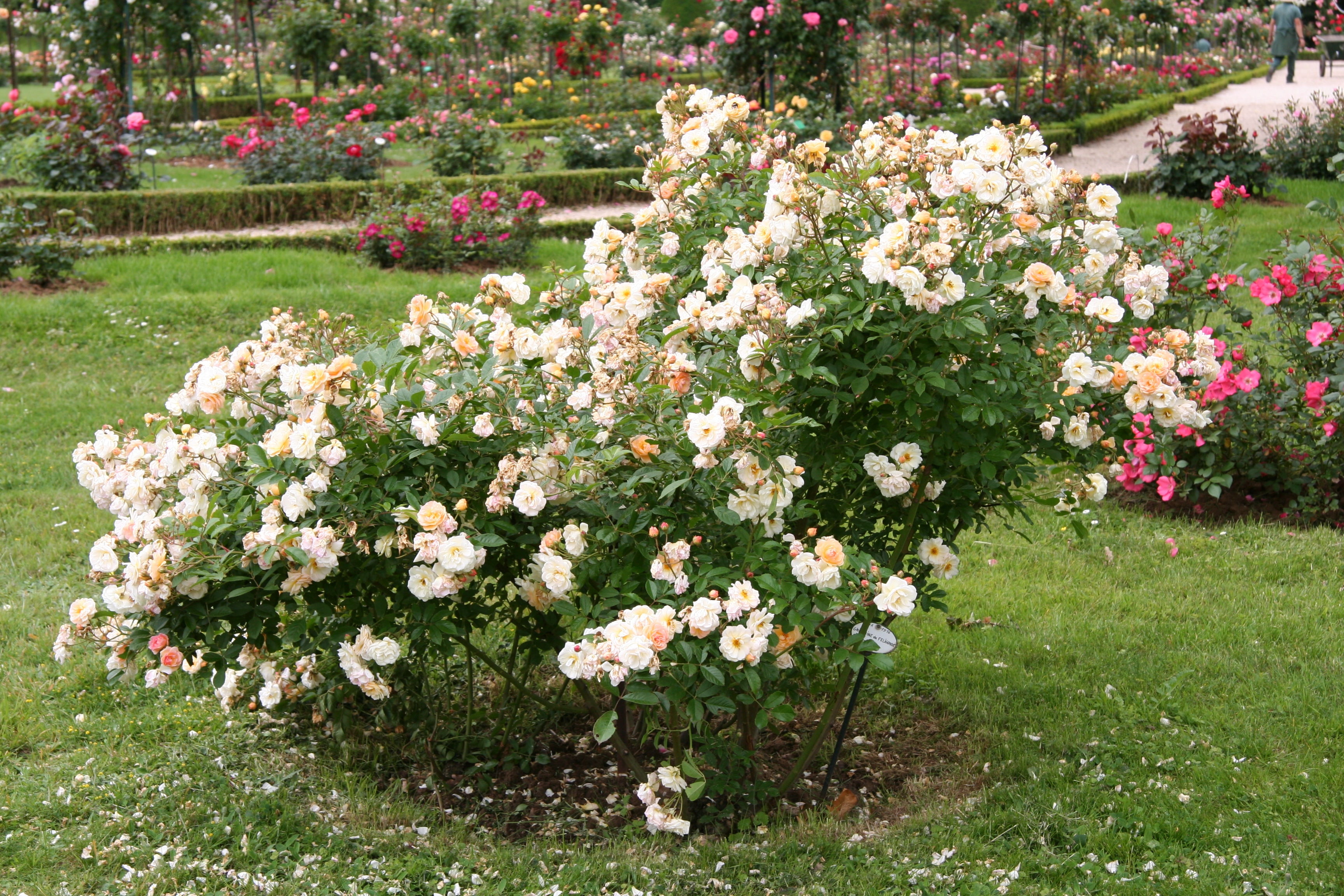
'Ghislaine de Féligonde' (1916)
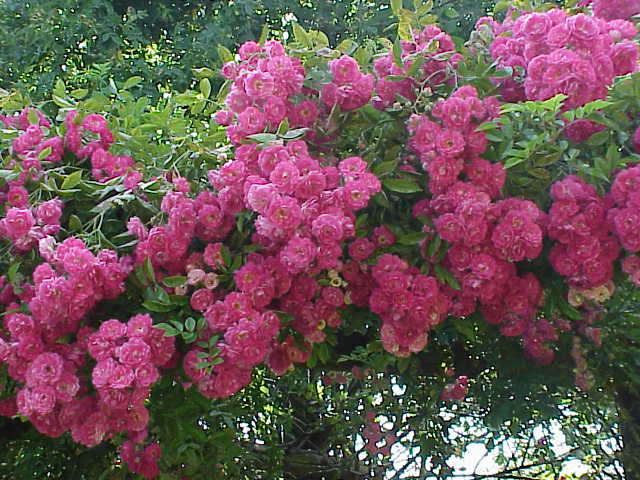
'Marie Gouchault' (1927)